# علي عدنان محمد
علي عدنان محمد هو رامي سهام عراقي. كان من المقرر أن يكون أول شخص يمثل العراق في النبالة في الألعاب الأولمبية، بعد أن تأهل لدورة الألعاب الأولمبية الصيفية لعام 2008 في بكين، لكن اللجنة الأولمبية الدولية حظرت على الوفد العراقي بأكمله من الألعاب بسبب تدخل الحكومة العراقية في اللجنة الاولمبية الوطنية العراقية.
في عام 2006، تعرض للاعتداء من قبل «عملاء تابعين للقاعدة»، فأضطر إلى التدرب في حديقته حصراً.

## روابط خارجية
- "علي عدنان"، رقم 93 على قائمة تايم لـ «100 من الرياضيين الأولمبيين الذين ينصح بمشاهدتهم»